# Svenska Mästerskapet i flipperspel
Svenska Mästerskapet i flipperspel, ofta kallat Flipper-SM är det svenska mästerskapet i flipperspel. Tävlingen arrangeras årligen av Svenska Flippersällskapet sedan 2003. Även under 1990-talet hölls en rad SM-tävlingar, men dessa upphörde temporärt 1996. Information och resultatlistor från 1990-talets arrangemang är knapphändiga.
De senaste mästerskapen har ägt rum i november månad och lockat mellan 150 och 300 deltagare. Toppen hittills nåddes i Örebro 2017 med 323 anmälda deltagare. Alla får vara med i mästerskapet och det finns ingen kvalificeringsprocess innan.

## Lista över Svenska Mästare i flipperspel
| Spel              | Guld                  | Silver                | Brons                      |
| 1990 (Stockholm)  | Jack Quisbert         |                       |                            |
| 1991 (Göteborg)   | Laszlo Persson        |                       |                            |
| 1992 (Göteborg)   | Martin Lundberg       | Martin Olsson         | Peter Eliasson             |
| 1993 (Göteborg)   | Charles Lakey         | Laszlo Persson        | Kenneth Andersson          |
| 1994 (Stockholm)  | Mats Andersson        | Erik Bengtsson        |                            |
| 1995 (Göteborg)   | Mattias Rimdahl       | Christian Magnusson   | Martin Olsson              |
| 1996 (Stockholm)  | Stefan Nilsson        | Fredrik Lindberg      | Mats Runsten               |
| 2003 (Stockholm)  | Stellan Blomqvist     | Magnus Frumerie       | Jörgen Holm Henrik Olaison |
| 2004 (Stockholm)  | Jörgen Holm           | Karl Broström         | Mats Runsten               |
| 2005 (Stockholm)  | Mats Runsten          | Jörgen Holm           | Linus Jorenbo              |
| 2006 (Mölndal)    | Reidar Spets          | Patrik Bodin          | Karl Broström              |
| 2007 (Mölndal)    | Jorian Engelbrektsson | Fredrik Lindblad      | Jörgen Holm                |
| 2008 (Stockholm)  | Jorian Engelbrektsson | Mats Runsten          | Karl Broström              |
| 2009 (Borås)      | Jörgen Holm           | Per Holknekt          | Jorian Engelbrektsson      |
| 2010 (Malmö)      | Alvar Palm            | Per Holknekt          | Fredrik Malmqvist          |
| 2011 (Göteborg)   | Jorian Engelbrektsson | Per Ahlenius          | Jörgen Holm                |
| 2012 (Göteborg)   | Jorian Engelbrektsson | Reidar Spets          | Magnus Rostö               |
| 2013 (Stockholm)  | Jorian Engelbrektsson | Jonas Johansson       | Mats Runsten               |
| 2014 (Borås)      | Eric Erlandsson       | Henrik Lagercrantz    | Mikael Telerud             |
| 2015 (Jönköping)  | Marcus Hugosson       | Jorian Engelbrektsson | Jonas Henriksson           |
| 2016 (Lund)       | Linus Jorenbo         | Johan Genberg         | Reidar Spets               |
| 2017 (Örebro)     | Marcus Hugosson       | Patrik Lindberg       | Jonas Johansson            |
| 2018 (Borås)      | Jorian Engelbrektsson | Per Ahlenius          | Mats Runsten               |
| 2019 (Lund)       | Jörgen Holm           | Linus Persson         | Grimur Magnusson           |
| 2021 (Borås)      | Alvar Palm            | Jorian Engelbrektsson | Anders Carlsson            |
| 2022 (Borås)      | Viggo Löwgren         | Johan Lööv            | Tim Klaesson               |
| 2023 (Eskilstuna) | Viggo Löwgren         | Arvid Flygare         | John Sagerholm             |
| 2024 (Ronneby)    | Arvid Flygare         | Viggo Löwgren         | Peter Franck               |

## Lista över Svenska Mästare i klassiska flipperspel (spel från början på 80-talet eller äldre)
| Spel              | Guld                  | Silver              | Brons                 |
| 2006 (Mölndal)    | Anders Birgersson     | Patrik Bodin        | Jorian Engelbrektsson |
| 2007 (Mölndal)    | Mats Runsten          | Henrik Hultman      | Jörgen Holm           |
| 2008 (Stockholm)  | Patrik Bodin          | Martin Tiljander    | Jörgen Holm           |
| 2009 (Borås)      | Mats Runsten          | Eric Erlandsson     | Karl Broström         |
| 2010 (Malmö)      | Mats Runsten          | Fredrik Malmqvist   | Jörgen Boström        |
| 2011 (Göteborg)   | Helena Walter         | Tobias Lund         | Jonas Johansson       |
| 2012 (Göteborg)   | Mats Runsten          | Jonas Henriksson    | Henrik Lagercrantz    |
| 2013 (Stockholm)  | Abbe Tjeder           | Alvar Palm          | Reidar Spets          |
| 2014 (Borås)      | Jörgen Holm           | Christer Carlsson   | Marcus Hugosson       |
| 2015 (Jönköping)  | Mats Sahlberg         | Per Schwarzenberger | Jonas Elofsson        |
| 2016 (Lund)       | Jörgen Holm           | Mirko Lundén        | Peter Berntsson       |
| 2017 (Örebro)     | Marcus Hugosson       | Jörgen Thornander   | Mikael Juusola        |
| 2018 (Borås)      | Jorian Engelbrektsson | Jörgen Holm         | Reidar Spets          |
| 2019 (Lund)       | Jörgen Holm           | Jan Anders Nilsson  | Andreas Frid          |
| 2021 (Borås)      | Per Barkestam         | Daniel Bertilsson   | Arvid Flygare         |
| 2022 (Borås)      | Jonas Valström        | Jonas Henriksson    | Peter Dahlman         |
| 2023 (Eskilstuna) | Viggo Löwgren         | Marcus Hugosson     | Rune Andersson        |
| 2024 (Ronneby)    | Viggo Löwgren         | Johan Gehlin        | Mathias Nilsson       |

## Lista över Svenska Mästare i dubbel
| SM                | Dubbelpar                           |
| ----------------- | ----------------------------------- |
| 2003 (Stockholm)  | Karl Broström & Christian Magnusson |
| 2004 (Stockholm)  | Jorian Engelbrektsson & Jörgen Holm |
| 2005 (Stockholm)  | Per Holknekt & Christian Magnusson  |
| 2006 (Mölndal)    | Karl Broström & Mats Runsten        |
| 2007 (Mölndal)    | Jorian Engelbrektsson & Jörgen Holm |
| 2008 (Stockholm)  | Patrik Bodin & Mats Runsten         |
| 2009 (Borås)      | Jorian Engelbrektsson & Jörgen Holm |
| 2010 (Malmö)      | Christian Balac & Henrik Tomson     |
| 2011 (Göteborg)   | Alvar Palm & Reidar Spets           |
| 2012 (Göteborg)   | Magnus Rostö & Jörgen Boström       |
| 2013 (Stockholm)  | Jorian Engelbrektsson & Jörgen Holm |
| 2014 (Borås)      | Marcus Hugosson & Johan Genberg     |
| 2015 (Jönköping)  | Patrik Bodin & Stefan Cederlöf      |
| 2016 (Lund)       | Jorian Engelbrektsson & Jörgen Holm |
| 2017 (Örebro)     | Urban Bergh & Henrik Johansson      |
| 2018 (Borås)      | Axl Hydén & Victor Håkansson        |
| 2019 (Lund)       | Agaton Eriksson & Jonas Henriksson  |
| 2021 (Borås)      | Johan Genberg & Marcus Hugosson     |
| 2022 (Borås)      | Viggo Löwgren & Arvid Flygare       |
| 2023 (Eskilstuna) | Viggo Löwgren & Arvid Flygare       |
| 2024 (Ronneby)    | Viggo Löwgren & Arvid Flygare       |